# Крепост
 Тази статия е за военното съоръжение.  За селото в Южна България вижте Крепост (село).  
Крепостта е укрепено отбранително военно съоръжение, строено предимно през средните векове. Книжовен синоним на крепост е твърдина. Други названия за крепост са чуждиците от турски език кале и хисар. Първоначалното значение на град също напълно съвпада с крепост – оградено със стена място, затова и местностите, в които има останки от крепости в България, Северна Македония и Сърбия, често са наричани градище.
Крепост може да обозначава както отделно отбранително съоръжение, така и цял фортификационен комплекс. По правило крепостта е защитена от крепостни стени територия, в която се намира постоянен гарнизон, с големи запаси от продоволствия и въоръжения, необходими за евентуална продължителна обсада. Едва в по-ново време с изобретяването на нов вид въоръжение и прилагането на нови военни тактики значението на крепостта като основно военно отбранително съоръжение намалява.
Към първите крепостни съоръжения могат да се отнесат земните валове, наред с палисадите, които ограждат неголемите селища. Някои първобитни крепости се построяват на хълмове или ридове, по-късно пред крепостните стени започват да се копаят ровове с вода. С развитието на военното дело и строителството, крепости започват да се усъвършенстват.
Класическата крепост се състои от кула (с кръга или квадратна форма), съединени с крепостната стена и с бойници.
През Средновековието най-разпространени са неголемите крепости-замъци, в които са живеели феодалите. Замъците служели едновременно за резиденции и за защита от набезите на съседните феодални владетели. С края на феодалната епоха ролята на замъците-крепости намалява. Някои от тях са преустроени в дворци и губят своято отбранителна функция.

## Други
На крепостите е наречена улица в квартал „Факултета“ в София (Карта).